# Gabriel Mälesskircher

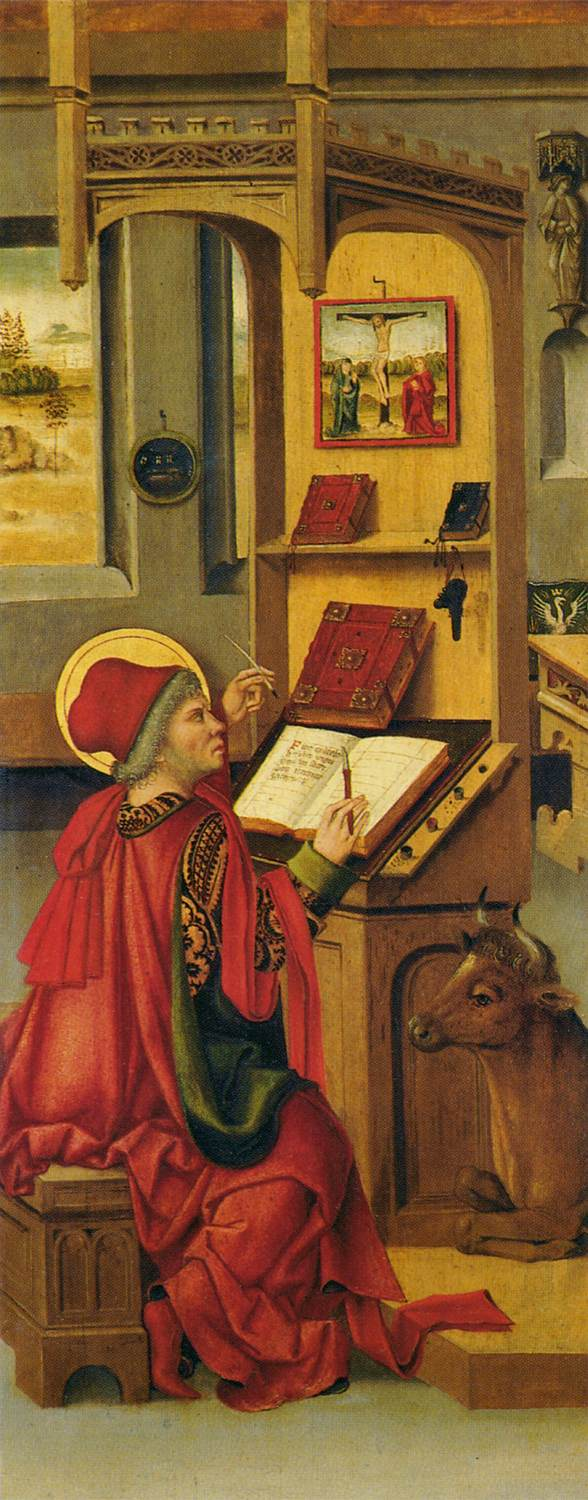
El evangelista san Lucas, óleo sobre tabla, 77 x 32,2cm, Madrid, Museo Thyssen-Bornemisza.

Gabriel Mälesskircher (?, c., 1430-Múnich, 1495) fue un pintor tardogótico alemán.

## Biografía y obra
No se tienen noticias de los años de formación de Mälesskircher, documentado en Múnich desde mediados de siglo y hasta su fallecimiento el 5 de febrero de 1495 a consecuencia de la peste de ese año. En Múnich dirigió un activo taller en el que hacia 1470 trabajó como oficial Michael Wolgemut y desempeñó cargos de gobierno en el gremio de San Lucas, donde figura documentado de 1461 a 1475, y en el ayuntamiento local, del que en 1482 fue elegido miembro externo y en 1485 sustituto del burgomaestre.
De 1474 a 1479 estuvo ocupado en el más importante encargo que se le conoce: la pintura de trece retablos grandes y dos menores para la abadía benedictina de Tegernsee, encargo recibido a través de su cuñado, el abad Konrad Ayrinschmalz. Desmontados y dispersos tras la exclaustración de 1803, sus tablas se encuentran repartidas entre diversos museos y colecciones, como el Bayerisches Nationalmuseum, la Alte Pinakothek de Múnich, la Staatsgalerie de Burghausen (retablo de san Vito, 1476), y Museo Thyssen-Bornemisza de Madrid, en el que se conservan ocho tablas de un retablo dedicado a los evangelistas, datado en 1478, al que faltarían otras cuatro tablas en paradero desconocido.